# Österreichischer Bauherrenpreis 2014
Mit dem Österreichischen Bauherrenpreis der Zentralvereinigung der Architekten Österreichs wurden im Jahr 2014 die folgenden Projekte ausgezeichnet:
| Realisierung                                                             | Bauherr                                                                            | Planer                                                                                                  |
| ------------------------------------------------------------------------ | ---------------------------------------------------------------------------------- | --- |
| PaN Wohnpark ›Interkulturelles Wohnen‹ in Wien                           | Neues Leben Gemeinnützige Bau-, Wohn- und SiedlungsgmbH mit Direktor Johann Gruber | Werner Neuwirth, Sergison Bates und von Ballmoos Krucker, Anna Detzlhofer, dnd landschaftsplanung zt kg |
| VinziRast-mittendrin in Wien                                             | Verein Vinzenzgemeinschaft St. Stephan mit Cecily Corti und Doris Kerbler          | gaupenraub +/- Alexander Hagner Ulrike Schartner                                                        |
| Generalat Halleiner Schwestern Franziskanerinnen in Oberalm              | HSF Immobilien GmbH                                                                | Heinz Tesar ZT GmbH, Landschaftsplanung Karin Erlmoser                                                  |
| Schatzkammer Gurk Dom zu Gurk in Gurk                                    | Diözese Gurk-Klagenfurt                                                            | winkler + ruck architekten Klaudia Ruck                                                                 |
| Kulturzentrum in Ischgl                                                  | Gemeinde Ischgl mit Christian Schmid                                               | parc ZT GmbH Michael Fuchs Barbara Poberschnigg                                                         |
| Werkraum Bregenzerwald Ausstellungs- und Versammlungshalle in Andelsbuch | Werkraum Bregenzerwald mit Renate Breuß                                            | Peter Zumthor und Rainer Weitschies                                                                     |
| Office OFF in Steinberg-Dörfl                                            | FOB - face of buildings mit Johannes Stimakovits                                   | heri&salli Josef Saller Heribert Wolfmayr                                                               |